# Monte Serrasiccia
Il monte Serrasiccia (1378 metri) è una vetta dell'alto Appennino bolognese e modenese che giace rispettivamente nei comuni di Lizzano in Belvedere e Fanano.

## Descrizione
Il monte Serrasiccia fa parte della stessa catena montuosa del monte Mancinello, quella che separa la valle del torrente Leo da quella del suo affluente (da sinistra), il torrente Dardagna; è posizionato, però, più a nord, tra il Cinghio di Mezzogiorno (1360 m) e il monte Cappel Buso (1155 m), sempre più basso rispetto ai rilievi più meridionali; poco spostato verso nord-ovest, nel modenese, vi è invece il Monticello (1251 m).
Il suggestivo lago di Pratignano, sebbene giaccia sulle pendici orientali del Cinghio di Mezzogiorno, risulta molto vicino dal monte Serrasiccia, grazie alla sua forma affusolata che giunge a lambirne le pendici; esse sono inoltre caratterizzate da ripidi burroni noti col nome di Balzi del Mezzogiorno da cui scendono brevi e precipiti affluenti del torrente Dardagna.